# What Did I Do? / God As My Witness
A What Did I Do? / God As My Witness a Foo Fighters 2014-ben megjelent kislemeze. Ez a negyedik kislemez a zenekar 2014-es Sonic Highways albumáról. A dalt Gary Clark Jr. közreműködésével a "KLRU-TV Studio 6A" stúdióban rögzítették, Austinban. A dal hangzásvilágára hatással volt Austin zenei élete és múltja.

## Helyezések

### Kislemez-listák
| Lista (2014)                        | Helyezés |
| ----------------------------------- | -------- |
| Egyesült Királyság (UK Rock Chart)  | 6        |
| Portugália (Portugal Singles Chart) | 33       |
| US Hot Rock Songs (Billboard)       | 37       |